# Fußball-Club 08 Homburg/Saar 1978-1979
Questa voce raccoglie le informazioni riguardanti il Fußball-Club 08 Homburg/Saar nelle competizioni ufficiali della stagione 1978-1979.

## Stagione
Nella stagione 1978-1979 l'Homburg, allenato da Uwe Klimaschefski, concluse il campionato di 2. Bundesliga al 7º posto. In Coppa di Germania l'Homburg fu eliminato al terzo turno dal Bochum.

## Rosa
| N. |                      | Ruolo | Calciatore        |
| -- | -------------------- | ----- | ----------------- |
|    | Germania (bandiera)  | P     | Gunnar Fellmann   |
|    | Germania (bandiera)  | P     | Gregor Quasten    |
|    | Germania (bandiera)  | D     | Horst Ehrmantraut |
|    | Germania (bandiera)  | D     | Volker Faul       |
|    | Germania (bandiera)  | D     | Walter Gruler     |
|    | Germania (bandiera)  | D     | Kurt Knoll        |
|    | Germania (bandiera)  | D     | Albert Müller     |
|    | Danimarca (bandiera) | D     | Jesper Petersen   |
|    | Germania (bandiera)  | C     | Bernd Beck        |
|    | Germania (bandiera)  | C     | Harald Diener     |
|    | Germania (bandiera)  | C     | Ernst Hodel       |

| N. |                     | Ruolo | Calciatore             |
| -- | ------------------- | ----- | ---------------------- |
|    | Germania (bandiera) | C     | Herbert Ney            |
|    | Italia (bandiera)   | C     | Giovanni Nicastro      |
|    | Germania (bandiera) | C     | Gerd Schwickert        |
|    | Germania (bandiera) | A     | Bernd Detterer         |
|    | Germania (bandiera) | A     | Harry Erhart           |
|    | Germania (bandiera) | A     | Wilfried Klinge        |
|    | Germania (bandiera) | A     | Manfred Lenz           |
|    | Germania (bandiera) | A     | Alfred Rieß            |
|    | Germania (bandiera) | A     | Frank-Michael Schonert |
|    | Germania (bandiera) | A     | Karlheinz Subklewe     |
|    | Germania (bandiera) | A     | Gerd Warken            |

## Organigramma societario
Area tecnica
- Allenatore: Uwe Klimaschefski
- Allenatore in seconda:
- Preparatore dei portieri:
- Preparatori atletici:

## Calciomercato

### Sessione estiva
| Acquisti | Acquisti               | Acquisti          | Acquisti |
| R.       | Nome                   | da                | Modalità |
| -------- | ---------------------- | ----------------- | -------- |
| A        | Alfred Rieß            | First Vienna      |          |
| A        | Wilfried Klinge        | RFC Liegi         |          |
| A        | Frank-Michael Schonert | Kickers Offenbach |          |

| Cessioni | Cessioni        | Cessioni | Cessioni |
| R.       | Nome            | a        | Modalità |
| -------- | --------------- | -------- | -------- |
| C        | Jürgen Krawczyk | Baunatal |          |

### Sessione invernale
| Acquisti | Acquisti | Acquisti | Acquisti |
| R.       | Nome     | da       | Modalità |
| -------- | -------- | -------- | -------- |

| Cessioni | Cessioni | Cessioni | Cessioni |
| R.       | Nome     | a        | Modalità |
| -------- | -------- | -------- | -------- |

## Risultati

### 2. Bundesliga

#### Girone di andata
| Arbitro: | Niebergall |

|                                           |           |              |
| Leiendecker 24’ Brinsa 34’ Bergfelder 76’ | Marcatori | 58’ Detterer |

| Arbitro: | Röder |

|                     |           |                          |
| Hoffmann 17’ (aut.) | Marcatori | 24’ (rig.), 57’ Allgöwer |

| Arbitro: | Dilg |

|  |           |                                                                               |
|  | Marcatori | 6’ (aut.) Deinert 46’ Ney 50’ Gruler 61’ (aut.) Wöhrlin 80’ (rig.) Schwickert |

| Arbitro: | Hontheim |

|            |           |          |
| Erhart 28’ | Marcatori | 72’ Klag |

| Arbitro: | Filla |

|                      |           |  |
| Krause 12’ Lasch 42’ | Marcatori |  |

| Arbitro: | Aldinger |

|                            |           |  |
| Lenz 73’ Hodel 75’ Ney 89’ | Marcatori |  |

| Arbitro: | Sahner |

|                                            |           |  |
| Ehrmantraut 33’ Diener 46’, 49’ Erhart 70’ | Marcatori |  |

| Arbitro: | Huster |

|            |           |                     |
| Traser 34’ | Marcatori | 77’ Diener 86’ Lenz |

| Arbitro: | Walz |

|                     |           |              |
| Warken 26’ Beck 88’ | Marcatori | 25’ Sommerer |

| Arbitro: | Schumann |

|            |           |                                      |
| Sebert 37’ | Marcatori | 55’ Erhart 67’ Schonert 83’ Detterer |

| Arbitro: | Vielsack |

|                                           |           |  |
| Erhart 1’, 3’ Hodel 12’, 82’ Detterer 70’ | Marcatori |  |

| Arbitro: | Kinzinger |

|             |           |                                              |
| Dickkopf 2’ | Marcatori | 20’ Diener 40’ Hodel 49’ Ney 87’ Ehrmantraut |

| Arbitro: | Fleischer |

|  |           |           |
|  | Marcatori | 45’ Marek |

| Arbitro: | Dahler |

|                         |           |                     |
| Schwemmle 17’ Kromm 86’ | Marcatori | 40’ Erhart 88’ Lenz |

| Arbitro: | Gschwender |

|                       |           |  |
| Schonert 62’ Lenz 71’ | Marcatori |  |

| Arbitro: | Filla |

|           |           |  |
| Weihs 19’ | Marcatori |  |

| Arbitro: | Messmer |

|           |           |               |
| Gruler 4’ | Marcatori | 65’ Kohlhäufl |

| Arbitro: | Binninger |

|                                  |           |                                                 |
| Weißberger 8’, 43’ Obermeier 40’ | Marcatori | 7’ Ehrmantraut 12’ Gruler 29’ Schonert 88’ Rieß |

| Arbitro: | Dreher |

|  |           |             |
|  | Marcatori | 75’ Schmitt |

#### Girone di ritorno
| Arbitro: | Regneri |

|                   |           |                |
| Beck 1’ Hodel 74’ | Marcatori | 13’ Hermandung |

| Arbitro: | Dreher |

|  |           |                         |
|  | Marcatori | 57’ Subklewe 69’ Warken |

| Homburg 16 aprile 1979 22ª giornata | Homburg  | 0 – 0 referto | Friburgo | Waldstadion (3 000 spett.)\| Arbitro: \| Dellwing \| |
| Arbitro:                            | Dellwing |               |          |                                                      |

| Arbitro: | Huster |

|                            |           |            |
| Wesseler 34’, 76’ Klag 55’ | Marcatori | 65’ Warken |

| Arbitro: | Aldinger |

|                                           |           |                                       |
| Hodel 8’ Schwickert 32’ (rig.) Gruler 82’ | Marcatori | 15’ Lottermann 35’ Geinzer 58’ Paulus |

| Arbitro: | Dölfel |

|                   |           |                               |
| Struth 34’ (rig.) | Marcatori | 42’ Petersen 65’ Ney 84’ Lenz |

| Arbitro: | Correll |

|                                 |           |  |
| Detterer 3’ (aut.) Heinlein 83’ | Marcatori |  |

| Homburg 17 marzo 1979 27ª giornata | Homburg  | 0 – 0 referto | Saarbrücken | Waldstadion (14 000 spett.)\| Arbitro: \| Hontheim \| |
| Arbitro:                           | Hontheim |               |             |                                                       |

| Arbitro: | Aldinger |

|            |           |            |
| Hansen 72’ | Marcatori | 22’ Warken |

| Arbitro: | Ulm |

|          |           |  |
| Lenz 15’ | Marcatori |  |

| Arbitro: | Sahner |

|          |           |                |
| Stahl 3’ | Marcatori | 43’ Schwickert |

| Arbitro: | Wilhelmi |

|                            |           |  |
| Beck 8’ Lenz 43’ Hodel 73’ | Marcatori |  |

| Arbitro: | Kühne |

|                           |           |              |
| Bührer 44’, 62’ Marek 82’ | Marcatori | 70’ Schonert |

| Arbitro: | Messmer |

|                         |           |             |
| Schonert 12’ Klinge 45’ | Marcatori | 81’ Dymalla |

| Arbitro: | Könen |

|                       |           |                 |
| Bajlitz 22’ Klein 49’ | Marcatori | 28’ (rig.) Lenz |

| Arbitro: | Treib |

|                                      |           |                       |
| Schonert 12’ Lenz 41’ Schwickert 84’ | Marcatori | 55’ Keller 63’ Martin |

| Monaco di Baviera 19 maggio 1979 36ª giornata | Monaco 1860 | 0 – 0 referto | Homburg | Stadio Olimpico (17 000 spett.)\| Arbitro: \| Röder \| |
| Arbitro:                                      | Röder       |               |         |                                                        |

| Arbitro: | Hellwig |

|  |           |                            |
|  | Marcatori | 60’ Stöckle 76’ Mamajewski |

| Arbitro: | Nickel |

|                                         |           |            |
| Sterz 16’, 28’ Storch 54’ Bruckhoff 69’ | Marcatori | 90’ Warken |

### Coppa di Germania
| Arbitro: | Gaus |

|  |           |                                  |
|  | Marcatori | 42’ Ney 87’ Lenz 90’ Ehrmantraut |

| Arbitro: | Könen |

|                                                    |           |                     |
| Erhart 27’ Diener 45’ Lenz 55’ (rig.) Subklewe 76’ | Marcatori | 42’ Brehm 83’ Klein |

| Homburg 2 dicembre 1978 Terzo turno | Homburg | 0 – 0 (d.t.s.) referto | Bochum | Waldstadion (9 000 spett.)\| Arbitro: \| Klauser \| |
| Arbitro:                            | Klauser |                        |        |                                                     |

| Arbitro: | Pauly |

|         |           |  |
| Abel 8’ | Marcatori |  |

## Statistiche

### Statistiche di squadra
| Competizione      | Punti | In casa | In casa | In casa | In casa | In casa | In casa | In trasferta | In trasferta | In trasferta | In trasferta | In trasferta | In trasferta | Totale | Totale | Totale | Totale | Totale | Totale | DR  |
| Competizione      | Punti | G       | V       | N       | P       | Gf      | Gs      | G            | V            | N            | P            | Gf           | Gs           | G      | V      | N      | P      | Gf     | Gs     | DR  |
| ----------------- | ----- | ------- | ------- | ------- | ------- | ------- | ------- | ------------ | ------------ | ------------ | ------------ | ------------ | ------------ | ------ | ------ | ------ | ------ | ------ | ------ | --- |
| 2. Bundesliga     | 43    | 19      | 10      | 5       | 4       | 33      | 16      | 19           | 7            | 4            | 8            | 32           | 31           | 38     | 17     | 9      | 12     | 65     | 47     | +18 |
| Coppa di Germania | -     | 2       | 1       | 1       | 0       | 4       | 2       | 2            | 1            | 0            | 1            | 3            | 1            | 4      | 2      | 1      | 1      | 7      | 3      | +4  |
| Totale            | 43    | 21      | 11      | 6       | 4       | 37      | 18      | 21           | 8            | 4            | 9            | 35           | 32           | 42     | 19     | 10     | 13     | 72     | 50     | +22 |

### Andamento in campionato
| Giornata  | 1  | 2  | 3  | 4  | 5  | 6  | 7  | 8 | 9 | 10 | 11 | 12 | 13 | 14 | 15 | 16 | 17 | 18 | 19 | 20 | 21 | 22 | 23 | 24 | 25 | 26 | 27 | 28 | 29 | 30 | 31 | 32 | 33 | 34 | 35 | 36 | 37 | 38 |
| --------- | -- | -- | -- | -- | -- | -- | -- | - | - | -- | -- | -- | -- | -- | -- | -- | -- | -- | -- | -- | -- | -- | -- | -- | -- | -- | -- | -- | -- | -- | -- | -- | -- | -- | -- | -- | -- | -- |
| Luogo     | T  | C  | T  | C  | T  | C  | C  | T | C | T  | C  | T  | C  | T  | C  | T  | C  | T  | C  | C  | T  | C  | T  | C  | T  | T  | C  | T  | C  | T  | C  | T  | C  | T  | C  | T  | C  | T  |
| Risultato | P  | P  | V  | N  | P  | V  | V  | V | V | V  | V  | V  | P  | N  | V  | P  | N  | V  | P  | V  | V  | N  | P  | N  | V  | P  | N  | N  | V  | N  | V  | P  | V  | P  | V  | N  | P  | P  |
| Posizione | 17 | 18 | 14 | 13 | 16 | 13 | 10 | 8 | 6 | 5  | 4  | 4  | 5  | 5  | 4  | 5  | 7  | 5  | 6  | 5  | 4  | 4  | 6  | 6  | 6  | 6  | 6  | 5  | 5  | 5  | 4  | 5  | 5  | 5  | 5  | 5  | 7  | 7  |

Legenda:

Luogo: C = Casa; T = Trasferta. Risultato: V = Vittoria; N = Pareggio; P = Sconfitta.

### Statistiche dei giocatori
| Giocatore      | 2. Bundesliga | 2. Bundesliga | 2. Bundesliga | 2. Bundesliga | Coppa di Germania | Coppa di Germania | Coppa di Germania | Coppa di Germania | Totale   | Totale | Totale      | Totale     |
| Giocatore      | Presenze      | Reti          | Ammonizioni   | Espulsioni    | Presenze          | Reti              | Ammonizioni       | Espulsioni        | Presenze | Reti   | Ammonizioni | Espulsioni |
| -------------- | ------------- | ------------- | ------------- | ------------- | ----------------- | ----------------- | ----------------- | ----------------- | -------- | ------ | ----------- | ---------- |
| B. Beck        | 32            | 3             | 0             | 0             | 3                 | 0                 | 0                 | 0                 | 35       | 3      | 0           | 0          |
| B. Detterer    | 37            | 3             | 1             | 0             | 4                 | 0                 | 0                 | 0                 | 41       | 3      | 1           | 0          |
| H. Diener      | 10            | 4             | 0             | 0             | 3                 | 1                 | 0                 | 0                 | 13       | 5      | 0           | 0          |
| H. Ehrmantraut | 27            | 3             | 1             | 0             | 3                 | 1                 | 0                 | 0                 | 30       | 4      | 1           | 0          |
| H. Erhart      | 14            | 6             | 0             | 0             | 1                 | 1                 | 0                 | 0                 | 15       | 7      | 0           | 0          |
| V. Faul        | 7             | 0             | 0             | 0             | 1                 | 0                 | 0                 | 0                 | 8        | 0      | 0           | 0          |
| G. Fellmann    | 4             | 0             | 0             | 0             | 0                 | 0                 | 0                 | 0                 | 4        | 0      | 0           | 0          |
| W. Gruler      | 36            | 4             | 2             | 0             | 4                 | 0                 | 0                 | 0                 | 40       | 4      | 2           | 0          |
| E. Hodel       | 36            | 7             | 6             | 0             | 4                 | 0                 | 0                 | 0                 | 40       | 7      | 6           | 0          |
| W. Klinge      | 9             | 1             | 0             | 0             | 1                 | 0                 | 0                 | 0                 | 10       | 1      | 0           | 0          |
| K. Knoll       | 11            | 0             | 0             | 0             | 1                 | 0                 | 0                 | 0                 | 12       | 0      | 0           | 0          |
| J. Krawczyk    | 2             | 0             | 0             | 0             | 0                 | 0                 | 0                 | 0                 | 2        | 0      | 0           | 0          |
| M. Lenz        | 34            | 9             | 1             | 0             | 4                 | 2                 | 0                 | 0                 | 38       | 11     | 1           | 0          |
| A. Müller      | 8             | 0             | 2             | 0             | 2                 | 0                 | 1                 | 0                 | 10       | 0      | 3           | 0          |
| H. Ney         | 26            | 4             | 1             | 0             | 3                 | 1                 | 0                 | 0                 | 29       | 5      | 1           | 0          |
| G. Nicastro    | 0             | 0             | 0             | 0             | 0                 | 0                 | 0                 | 0                 | 0        | 0      | 0           | 0          |
| J. Petersen    | 30            | 1             | 3             | 0             | 3                 | 0                 | 0                 | 0                 | 33       | 1      | 3           | 0          |
| G. Quasten     | 35            | 0             | 2             | 0             | 4                 | 0                 | 0                 | 0                 | 39       | 0      | 2           | 0          |
| A. Rieß        | 10            | 1             | 0             | 0             | 1                 | 0                 | 0                 | 0                 | 11       | 1      | 0           | 0          |
| F. Schonert    | 38            | 6             | 5             | 0             | 4                 | 0                 | 0                 | 0                 | 42       | 6      | 5           | 0          |
| G. Schwickert  | 34            | 4             | 7             | 1             | 3                 | 0                 | 0                 | 0                 | 37       | 4      | 7           | 1          |
| K. Subklewe    | 26            | 1             | 0             | 0             | 3                 | 1                 | 0                 | 0                 | 29       | 2      | 0           | 0          |
| G. Warken      | 19            | 5             | 0             | 0             | 0                 | 0                 | 0                 | 0                 | 19       | 5      | 0           | 0          |